# Colegiul Național Militar „Dimitrie Cantemir” din Breaza
Colegiul Național Militar „Dimitrie Cantemir” este o instituție militară de învățământ secundar superior (liceal) din orașul Breaza.

## Istorie
În 1 iulie 1948 au fost desființate toate liceele militare din România, în urma presiunilor din partea Uniunii Sovietice. În vara anului 1949, generalul Mihail Florescu a convocat 3 ofițeri, în vedrea înființării unui nou liceu militar, în orașul său natal, Roman. Maiorul Tomagu era absolvent al Liceului Militar „Mihai Viteazu” din Târgu Mureș și fusese numit comandant al liceului. Căpitanul Vlădulescu absolvise Liceului Militar „D.A. Sturdza” din Craiova și fusese numit locțiitor al comandantului. Ultimul dintre ei, căpitanul Spiridon Ionescu-Heroiu, absolvise Colegiul Militar „Nicolae Filipescu” de la Mănăstirea Dealu și fusese numit director de studii.  
Astfel, în baza Ordinului nr. 48.258 din 21 noiembrie 1949 emis de Marele Stat Major, a fost înființată în 25 noiembrie 1949 Școala Militară Medie „Dimitrie Cantemir” subordonată Direcției Superioare Politice a Armatei.
Cursurile au început pe 20 decembrie 1949 cu 51 elevi repartizați în 2 clase. Prin Decretul nr. 188 din 28 iulie 1950 al Prezidiului Marii Adunări Naționale se înființează Liceul Militar „Dimitrie Cantemir”, iar director al instituției devine Richard Stein, autorul cunoscutei melodii „Sanie cu zurgălăi”.
În perioada 28 septembrie-10 octombrie 1950 liceul s-a mutat în garnizoana Predeal, în localul din Valea Râșnoavei. Pe 11 octombrie 1950 școala s-a redeschis cu clasele a VIII-a și a IX-a.
Comandantul școlii, general-maior Aurelian Vișan, a dislocat la data de 20 octombrie 1954, școala cu întreg efectivul și anexele sale la Breaza în locul Cursului Central de Perfecționare Lucrători Politici. Cursurile au început normal, luni, 22 octombrie 1954,
La data de 1 februarie 1957 Școala Militară Medie "Dimitrie Cantemir" se transformă în Liceul Militar "Dimitrie Cantemir".